# Hjallerup
Hjallerup er en by i Vendsyssel med 4.387 indbyggere  (2024), beliggende 33 km sydvest for Sæby, 20 km nordøst for Aalborg, 10 km vest for Dronninglund og 21 km sydøst for Brønderslev. Byen hører til Brønderslev Kommune og ligger i Region Nordjylland. I 1970-2006 hørte byen til Dronninglund Kommune.
Hjallerup hører til Hjallerup Sogn, og Hjallerup Kirke fra 1903 ligger lidt øst for byen.

## Seværdigheder
Byen er især kendt for Hjallerup Marked, som afholdes hvert år i juni måned og bliver besøgt af 200.000 mennesker. En uge hver sommer bliver markedspladsen brugt af Indre Mission til bibelcamping.
Overfor markedspladsen ligger Hjallerup Mekaniske Museum, som bl.a. har restaurerede biler, motorcykler, knallerter, traktorer og landbrugsmaskiner samt radio- og fjernsynsapparater, PC'er, mobiltelefoner og navigationsudstyr. Foran museet står en jetjager, og på en mark for enden af indkørslen ligger Thilo Franks kunstværk Ekko, der blev indviet på markedets første dag i 2012 og er en kreds af trærammer, som man kan gå rundt i.
I den nordlige ende af byen ligger Pastor Laier Museum. Anton Laier var præst i Hjallerup 1927-1937, men blev fyret fordi han kom i alvorlig konflikt med medlemmer af menigheden. Allerede inden fyringen var han begyndt at lave voldsomme cementskulpturer, der blev opstillet i præstegårdshaven ud mod hovedvejen. Senere boede han i huset, hvor der nu er museum med over 200 af hans skulpturer og et udvalg af hans 250 malerier.

## Faciliteter
- Hjallerup Skole har over 660 elever, fordelt på 0.-9. klassetrin. De har også et fritidshus fra 5 til og med 9. klasse. SFO'en har 197 elever.[5]
- Hjallerup Idrætscenter har to idrætshaller og en svømmehal. Uden for byen findes to ridehaller og en ridebane.
- Hjallerup Kulturhus blev indviet i 1997 og var dengang på 1.000 m². Efter 3 udvidelser er det nu på 1.597 m² og rummer bibliotek, lokalhistorisk arkiv og kulturhus/sognegård med 3 sale.[6]
- Hotel Hjallerup Kro, den gamle Hjallerup Kro, har 24 dobbeltværelser samt grupperum og selskabs-/kursuslokaler til 200 personer.[7]
- Hjallerup har 3 supermarkeder, adskillige specialforretninger og en biograf.

### Grøn Koncert
Hvert år under Grøn Koncert kommer de frivillige medarbejdere – nu 750 – på besøg i Hjallerup. Her holder de tre hviledage mellem de 4 første og de 4 sidste koncertdage. De er indkvarteret på Hjallerup Skole og i idrætshallerne.

## Historie

### Kro og marked
Den første markedsplads blev oprettet i 1744 syd for den nuværende by ved Hedekroen, som i 1843 skiftede navn til Frederikshvile efter at Frederik 7. som kronprins havde overnattet der. Kromanden havde helt til 1965 ret og pligt til at holde marked, også efter at kroen i 1858 blev flyttet til sin nuværende placering, hvor vejen fra Dronninglund mundede ud i hovedvejen mellem Aalborg og Frederikshavn.
Traps 2. udgave beskriver i 1875 ganske kort Hjallerup som 3 adskilte lokaliteter: "Hjallerup med Skole", "Frederikshvile ved Hovedlandeveien" og "Hjallerup Kro med Bageri". Hjallerup var en landsby uden kirke med spredte gårde 1 km sydøst for vejkrydset, hvor der foruden Hjallerup Kro og markedspladsen var postkontor.

### Landevejsbyen
I 1901 beskrives byen således: "Hjallerup, ved Asaavejens Udgang fra Sæby-Aalborgvejen, med Skole, Missionshus (opf. 1896), Kro, Købmandsforretn., Mølle, Bageri, Andelsmejeri, Maltgøreri, Markedsplads (Markeder i Apr., Juni, Okt. og Nov., et af de største Hestemarkeder i Landet), Postkontor, Telegrafstation og Sessionssted (Lægd. 454-62)"

### Jernbanen
Hjallerup fik station på Vodskov-Østervrå Jernbane (1924-50). Det var banens største station, bl.a. med store transporter af heste og personer på markedsdagene. Der var 3 spor ud for stationsbygningen foruden stikspor til en enderampe. Hovedsporet var på 253 m og læssesporet på 200 meter.
Stationsbygningen er bevaret på Jernbanegade 7. Ålborgvej gennem byen er anlagt på banetracéet, som er sænket 4 meter. Vest for Ålborgvej er banetracéet bevaret på vejen Frederikshave, der går forbi kommunens hundeskov til Frederikshvilevej – her lå Frederikshvile trinbræt.

## Galleri
- Hjallerup Marked
- Mekanisk Museum
- Pastor Laier Museum
- Hjallerup Skole
- Hjallerup Idrætscenter
- Hjallerup Hotel
- Hjallerup Missionshus